# Джон Лили
Джон Кънингам Лили (на английски: John Cunningham Lilly, 6 януари 1915 – 30 септември 2001) е американски лекар, психоаналитик и писател.
Джон Лили е пионер в изследването на съзнанието, чрез камерата за сензорна депривация която създава, комуникация с делфини и използването на психеделици. Понякога използва всички методи заедно. Той е един от основните представители на контракултурата в Калифорния през 60-те и 70-те години на 20 век, наред с много други учени, мистици, философи и мислители. Негови близки приятели са Алберт Хофман, Тимъти Лиъри, Рам Дас.

## Научна кариера
Джон Лили е квалифициран лекар и психоаналитик. Кариерата си започва, като учен, работещ за университети и правителството. Следвайки интереса си към биофизиката, невропсихологията, електрониката, компютърните науки и невроанатомията, той допринася много за тяхното развитие. След започването му на изследвания в областта на съзнанието, той се отделя от конвенционалната наука, издава няколко книги, два холивудски филма са направени относно неговите изследвания.
През 1954 г., той създава така наречения „самадхи танк“ (Samadhi Tank, Isolation Tank). Това е тъмна, звукоизолирана кабина, в която се поставя солена, топла вода, в която човек може да лежи часове намирайки се в сензорна изолация. Това изобретение е използвано от него, негови колеги, а по-късно се разпространява по цял свят, като средство за отмора, медитация, алтернативна медицина.
Той създава център занимаващ се с изследването на комуникацията между хора и делфини. Това е Института за изследване на комуникациите Сент Томас, намиращ се на Вирджинските острови.
През 60-те, докато психеделиците са все още легални, той използва ЛСД и кетамин в експериментите си, най-често в Самдахи танк и в компания на делфини. Тези опити са описани в книгите му „Програмиране и метапрограмиране на човешкия биокомпютър: Теория и експерименти“ (Programming and Metaprogramming in the Human Biocomputer: Theory and Experiments) и „Центъра на циклона“ (The Centre of the Cyclone).
През 70-те е консултант на филмовия режисьор Джордж Лукас. През 80-те е води проект с цел научаване на делфините на компютърно-синтезиран език, с идеята да създаде „комуникационна лаборатория“, където върху плаваща платформа ще може да се провежда комуникация с делфините.
Лили е твърдо против лова на делфини и китове и по този повод се изказва така:
| „ | ...не заради спазването на законите, а заради разбирането, че те са древни, съзнателни и чувствителни земни същества с голям интелект и жизнена сила. Не трябва да бъдат убивани, а да се учим от тях. | “ |

През 90-те, Лили се премества на Хавайските острови, където живее до края на живота си.